# فرودگاه کازابلانکا-انفا
فرودگاه کسابلانک-انفا (به انگلیسی: Casablanca-Anfa Airport) یک فرودگاه همگانی با کد یاتا CAS است که یک باند فرود آسفالت دارد و طول باند آن ۲٬۱۰۴ متر است. این فرودگاه در شهر کازابلانکا کشور مراکش قرار دارد و در ارتفاع ۶۲ متری از سطح دریا واقع شده‌است.